# Amaurobius spominimus
Amaurobius spominimus là một loài nhện trong họ Amaurobiidae.
Loài này thuộc chi Amaurobius. Amaurobius spominimus được Władysław Taczanowski miêu tả năm 1866.